# Maślana Góra
Maślana Góra (753 m) – szczyt górski i jednocześnie rozległy masyw górski na północno-zachodnim krańcu Beskidu Niskiego, w tzw. Górach Grybowskich.
Masyw Maślanej Góry od strony zachodniej ogranicza dolina Białej w rejonie Stróż, od południowo-zachodniej – dolina Grodkówki, od strony południowo-wschodniej – dolina Ropy w rejonie Szymbarku, od strony północno-wschodniej – dolina jej lewobrzeżnego dopływu, Bystrzanki, zaś od strony północno-zachodniej dolina Polnianki, prawobrzeżnego dopływu Białej. W tak wyznaczonych granicach masyw ma rozciągłość w kierunku wschód-zachód ok. 10 km, w kierunku północ-południe ok. 6,5 km.
Wszystkie stoki masywu mocno rozczłonkowane dolinkami licznych potoków, będących dopływami wyżej wymienionych cieków wodnych. Sama Maślana Góra jest najwyższym wzniesieniem masywu, w którym wyróżnia się jeszcze Zieloną Górę (w części północno-zachodniej) i Jelenią Górę (w części południowo-wschodniej). Wierzchołek dość płaski, wierzchowina szczytowa rozległa, w formie trójramiennego rozrogu. Zbocza północno-wschodnie bardzo strome. Zbocza południowe mniej strome, lecz wyjątkowo zagrożone osuwiskami. Znajduje się na nich największe osuwisko w polskich Karpatach – Osuwisko Szklarki oraz jeziorko osuwiskowe – "Morskie Oko".
Cały masyw Maślanej Góry porastają lasy, w większości bukowo-jodłowe. Część masywu obejmuje rezerwat przyrody Jelenia Góra.
Na wierzchołku Maślanej Góry telekomunikacyjna wieża przekaźnikowa.
Piesze szlaki turystyczne
 Bielanka – Szymbark – Maślana Góra (753 m) – Stróże (Szlak im. Wincentego Pola)

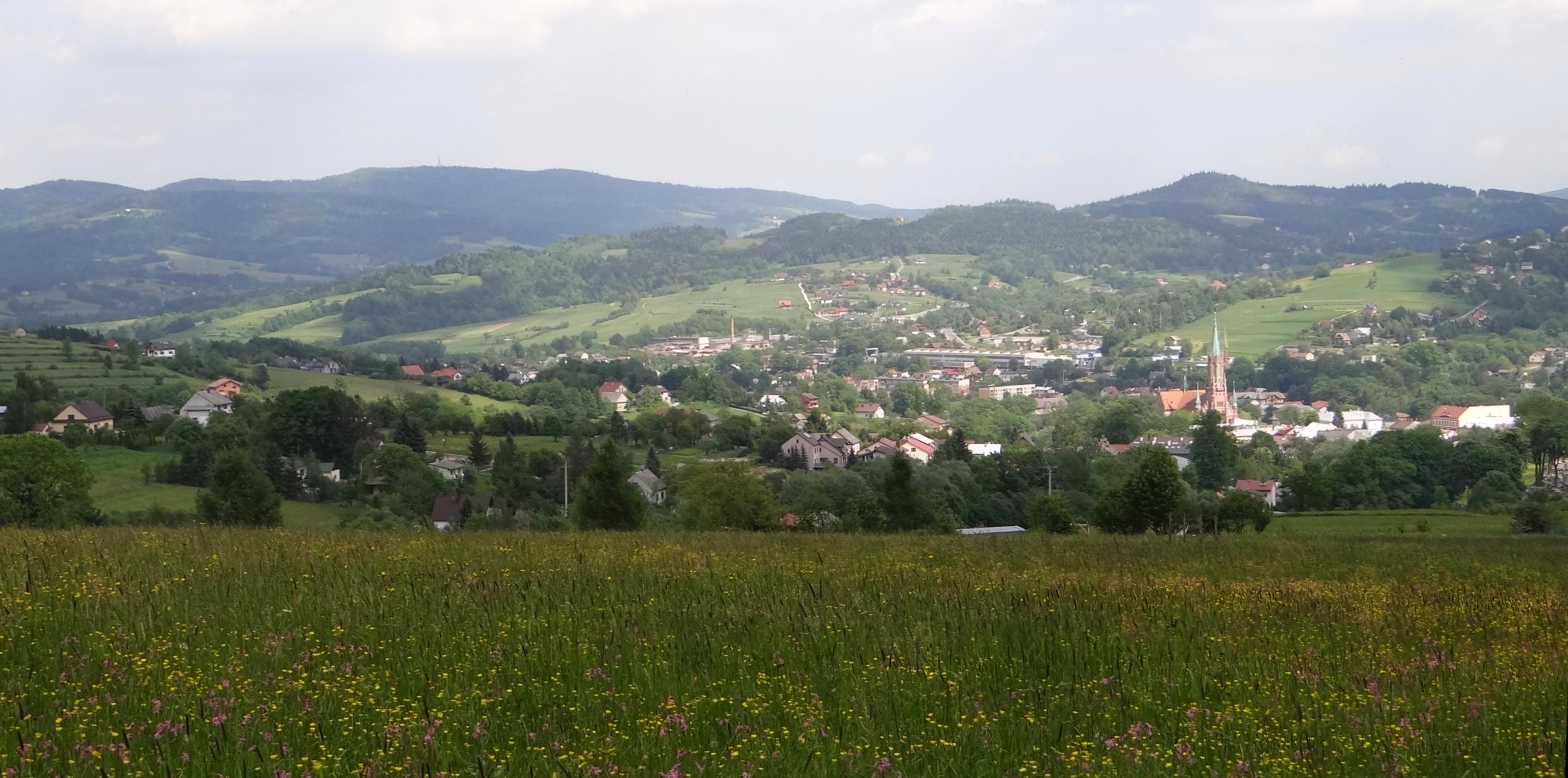
Grybów i wznoszący się nad nim masyw Maślanej Góry i Chełm